# Alois Leitner (Politiker)
Alois Leitner (* 12. Juni 1924 in Jenbach; † 29. April 2018 in Schwaz) war ein österreichischer Politiker (ÖVP) sowie Schul- und Bauernbunddirektor. Er war von 1962 bis 1986 Abgeordneter zum Österreichischen Nationalrat.

## Leben
Leitner besuchte nach der Volksschule in Jenbach eine Klasse der örtlichen Hauptschule und wechselte danach für drei Jahre an das Gymnasium in Mehrerau. Nach der Landwirtschaftlichen Oberschule in Schwaz legte er 1943 die Matura ab, zwischen 1946 und 1950 studierte er an der Hochschule für Bodenkultur Wien. Während seines Studiums trat er der katholischen Verbindung K.Ö.H.V. Amelungia Wien bei. Leitner schloss sein Studium mit dem akademischen Grad Dipl.-Ing. ab. Er arbeitete in der Folge von 1950 bis 1952 als wissenschaftliche Hilfskraft an der Hochschule für Bodenkultur und war danach Lehrer an der Landwirtschaftlichen Landeslehranstalt Rotholz. 1956 stieg er zum Direktor der Schule auf, ab 1976 war er zudem Direktor des Tiroler Bauernbundes.
Im politischen Bereich engagierte sich Leitner zwischen 1962 und 1974 als Gemeinderat in Strass im Zillertal. Er vertrat die ÖVP vom 14. Dezember 1962 bis zum 16. Dezember 1986 im Nationalrat und war zudem von 1962 bis 1972 Mitglied der österreichischen Delegation zur Beratenden Versammlung des Europarates. Des Weiteren wirkte Leitner als Obmann-Stellvertreter des Tiroler Raiffeisenverbandes, Obmann des Landesjugendwerkes Tirol und Obmann des Katholischen Familienverbandes.